# Acrimed
Acrimed (acronyme d'«Action critique Médias») est une association française loi de 1901, de critique des médias créé en 1996 à l'initiative d'Henri Maler, et de quelques autres dont le sociologue Patrick Champagne.
Cet observatoire des médias a été fondé dans la foulée du mouvement social de novembre et décembre 1995, en réponse à la façon dont les grands médias auraient pris parti contre ce mouvement et neutralisé l'expression de ses acteurs.
Acrimed réunit des salariés et usagers des médias, des chercheurs et des universitaires, et des acteurs de la vie associative et politique. Elle revendique une proximité avec la gauche, et elle est classée proche de la gauche antilibérale.
Depuis octobre 2011, Acrimed publie par ailleurs une revue papier trimestrielle appelée Médiacritiques.

## Objectifs
L'association résume ses objectifs en quatre points : « informer, contester, proposer, mobiliser ». Elle déclare viser à « mettre en commun savoirs professionnels, savoirs théoriques et savoirs militants au service d’une critique indépendante, radicale et intransigeante ».
Acrimed se donne pour but :

« d’intervenir publiquement, par tous les moyens à sa disposition, pour mettre en question la marchandisation de l’information, de la culture et du divertissement, ainsi que les dérives du journalisme quand il est assujetti aux pouvoirs politiques et financiers et quand il véhicule le prêt-à-penser de la société de marché. »

S'appuyant sur les analyses critiques d'économie et de sociologie des médias et du journalisme — et notamment sur les travaux de Pierre Bourdieu et Noam Chomsky —, l'association se donne pour objectifs d' « informer sur l'information », sur son contenu et sur les conditions de sa production, ainsi que d'analyser les effets de la subordination des métiers du journalisme aux pouvoirs économiques qui dominent les médias et aux pouvoirs politiques qui les maintiennent sous tutelle.
Selon Acrimed, cette situation explique largement la transgression répétée des règles de la déontologie journalistique. Parmi les cibles de l'association, on retiendra la critique de toutes les formes de connivence pratiquée par une minorité de journalistes qui occupent les sommets de la profession, ainsi que la contestation des « intellectuels médiatiques » dont elle déplore l'omniprésence dans les médias, laquelle omniprésence générerait un appauvrissement de la pluralité des points de vue.
Acrimed réfute « le mythe du quatrième pouvoir » posant les médias comme remparts de la démocratie ; et pointe les multiples dépendances que subissent les médias et leurs salariés, pouvant mener à des dérives propagandistes. Acrimed combat en outre les dérives complotistes attribuant aux médias plus de pouvoir qu'ils n'en détiennent réellement. A ces dérives, Acrimed oppose la sociologie critique des médias.

## Publications d'Acrimed

### Site web
Acrimed publie sur son site web des contributions élaborées par le comité de rédaction de l'association, ainsi que des articles de correspondants, le cas échéant sous forme de tribunes libres.
Ce site dispose d'une visibilité importante sur Internet : lors du débat au sujet du Traité établissant une Constitution pour l'Europe, il a été montré par un groupe de recherche de l'Université de Compiègne qu'il était à égalité avec Rezo.net l'un des principaux sites de référence sur le sujet, devancé seulement par Libération.fr.

### Revue trimestrielleMédiacritiques
Depuis octobre 2011, Acrimed publie une revue trimestrielle appelée Médiacritiques, vendue en librairie ou sur la boutique en ligne de l'association. Chaque numéro est tiré à 2 000-2 500 exemplaires.
Les numéros épuisés sont proposés librement en téléchargement sur le site de l'association.

### Livres
L'association a publié six livres :
- Médias en campagne. Retours sur le référendum de 2005, novembre 2005, Éditions Syllepse, coordonné et mis en forme par Henri Maler et Antoine Schwartz pour Acrimed[8].
- Médias et mobilisations sociales. La morgue et le mépris, mars 2007, Éditions Syllepse, coordonné et mis en forme par Henri Maler et Mathias Reymond pour Acrimed[9].
- Tous les médias sont-ils de droite ?, mars 2008, Éditions Syllepse, coordonné et mis en forme par Mathias Reymond et Grégory Rzepski pour Acrimed.
- « Au nom de la démocratie, votez bien ! » Retour sur le traitement médiatique des élections présidentielles de 2002 et 2017, février 2019, co-édition Acrimed/Éditions Agone, Mathias Reymond.
- Les médias contre la rue. 25 ans de démobilisation sociale, novembre 2021, Éditions Adespote, ouvrage collectif d'Acrimed.
- Pauline Perrenot, Les médias contre la gauche, mars 2023, Éditions Agone[10],[11].

### Autres publications
Acrimed diffuse également ses travaux et analyses sur d'autres supports.
Avant la création de Médiacritiques, un Magazine présenté comme une publication intempestive et aléatoire a été diffusé selon différents modes. Les no 1 et 3 sont en vente auprès de l'association directement. Les no 2 et 4 ont été diffusés en supplément dans le journal Le Plan B.
Depuis 2024, ACRIMED réalise l'émissions "4e pouvoir" diffusée sur la chaîne en ligne Blast.
Les rédacteurs d'Acrimed participent aussi à de nombreux débats en France et à l'étranger.
Le journal satirique PLPL présentait Acrimed comme sa « vitrine universitaire ». À quoi Acrimed réplique, ironiquement, que PLPL n'est que « l'une des succursales non franchisées d'Acrimed ».

## Positionnement politique
Ayant pour objectif de transformer radicalement les médias, Acrimed revendique sa proximité avec une « gauche de gauche » : « Notre critique est politique d’abord et principalement parce qu’elle entend faire de la question des médias et des journalismes une question politique – la principale (sinon la seule) question politique qui nous occupe et fait l’objet de prises de position publiques. Elle est politique parce qu’elle attribue les dépendances des journalistes, les mutilations du pluralisme et les ravages de la mal-information à des faits de domination économique, sociale et politique, communément et génériquement contestés par la gauche quand elle est de gauche : une “gauche de gauche” dont il ne nous appartient pas de donner une définition partisane. »
Le Monde qualifie l'association de « célèbre observatoire critique des médias ancré très à gauche ». Sarah Lecœuvre du Figaro estime l'association « proche de la gauche antilibérale ». Pour Libération, l'association assume une « radicalité revendiquée » et ces membres, qui travaillent « à titre gracieux » sont « des journalistes, des chercheurs, des acteurs du mouvement social, issus de toutes les sensibilités de la gauche ». Pour la blogueuse Aliocha associée au journal Marianne.net, le site Acrimed ne « dit pas qu’il appartient à la gauche révolutionnaire tant il considère qu’on ne saurait être autre chose dans la vie que Mélenchoniste ».
En juin 2024, Acrimed comme 90 médias français appelle à faire « front commun » contre l’extrême droite, qui selon eux menace la liberté de la presse en France. Il appelle à soutenir la coalition de gauche du Nouveau Front populaire dans le cadre des élections législatives anticipées, afin « d’empêcher le RN d’accéder au pouvoir le 7 juillet ».
L'intersection des journalistes d'Acrimed et de ceux du Monde Diplomatique n'est pas vide (Pauline Perrenot, David Garcia, Julien Salingue ...).

## Une mission reconnue d'intérêt général par les tribunaux
En 2010, Acrimed sollicite un rescrit fiscal, c'est-à-dire la confirmation par l'administration fiscale que l'association est bien éligible au régime de réduction d’impôt prévu pour les associations reconnues d'intérêt général par les articles 200 et 238 bis du Code général des impôts. Après trois refus (en 2011, en 2012 puis en 2013) de la part de l'administration fiscale, l'association dépose un recours auprès du tribunal administratif de Montreuil, qui lui donne raison en annulant les décisions précédentes (TA Montreuil, 2 mai 2014, no 1304765), « considérant qu’aux termes des statuts, l’association a pour but la défense des droits à l’information et à la culture par l’éducation aux médias et la diffusion des savoirs sur les médias […] ; qu’elle réunit des journalistes et des salariés des médias qui participent à la réflexion sur les médias […] ; qu’à ces divers titres, elle mène des activités qui contribuent de manière prépondérante au développement de la vie culturelle et revêt de ce fait un caractère culturel ; que par suite, elle est fondée à soutenir qu’elle a le caractère d’un organisme d’intérêt général à caractère culturel au sens des dispositions des articles 200 et 238 bis du code général des impôts ».
Le ministère des Finances et des Comptes publics ayant interjeté appel au motif que l'association mènerait des actions à caractère « militant » et politiquement engagé, la cour administrative d’appel de Versailles (CAA Versailles, 6e chambre, 21 juin 2016, n°14VE01966) se prononce le 21 juin 2016, rejetant le recours du ministère. Le site Associathèque qualifie cet arrêt de « jurisprudence inédite, protectrice du rôle de plaidoyer des associations » ayant pour type d'activité la « défense du droit à l'information et à la culture par l'examen critique notamment du contenu des médias ». Par ailleurs, le site estime que la cour écarte par sa décision la prise en compte de la notion d'engagement politique ou militant d'une association dans l'analyse de son éligibilité au régime du mécénat, qui permet aux associations reconnues d'intérêt général de recevoir des dons dont les auteurs bénéficient d'une réduction d'impôt de 66 %,.
Cet arrêt a été commenté dans de nombreuses publications juridiques telles que Mémento Associations 2018 (Éditions Francis Lefebvre), le site Actu-Juridique.fr édité par Lextenso, le site Associations mode d'emploi, la revue Communes et Associations ou encore le blog Droit administratif.

## Critiques
Les critiques d'Acrimed donnent lieu à de nombreux débats. Par exemple, dès les années 2000, les journalistes Jean Quatremer et Olivia Dufour (écrivant alors sous le pseudonyme d'Aliocha,), se demandent où s'arrête l'étude critique des médias proprement dite et où commence l'expression de points de vue politiques sous couvert de démontage d'argumentation de journalistes et d'éditorialistes exprimant l'avis opposé.
L'association répond à cette critique en estimant que la question des médias est une question éminemment politique, donc, qu'il faut la politiser, sans pour autant selon elle prendre position en faveur de tel parti ou tel candidat
Le sociologue Philippe Corcuff estime que certaines analyses d'Acrimed recourent à des explications à tonalité conspirationniste. Pour le sociologue Patrick Champagne, membre d'Acrimed, « ce donneur de leçons est […] un faussaire ». Philippe Corcuff, pointé lui-même à plusieurs reprises par l'association Acrimed a réagi en parlant de « bon sens stalinien » et Henri Maler, membre d'Acrimed, a parlé de cette réaction comme d'une « crise de nerfs ».